# Abadia de Bonmont
A Abadia de Bonmont encontra-se junto ao maciço do Jura na localidade de  Chéserex no cantão de Vaud na Suíça, e deu o nome ao Golf Club de Bonmont.

## História
A Abadia de Bonmont foi fundada em por dois senhores de Divonne, Walcher de Divonne e o seu irmão Étienne de Gingins que deram as sua terras e acolhem os monges beneditinos da abadia de Balerne, situada em Mont-sur-Monnet, na Franche-Comté. Para o pedido de aproximação de Bonmont a Clairvaux, não é estranho a expansão dos Cistercianos na Europa e o seu poderoso atractivo espiritual, o carisma de Bernard de Clairvaux e a sua visita à Grande Chartreuse, o primeiro mosteiro da Ordem dos Cartuxos, em 1125.
O mosteiro torna-se assim a oitava dessas abadias, filiação que é confirmada par uma bula de Papa Inocêncio II de 18 de Fevereiro de 1132 e rompe com Balerne, que escolherá a mesma filiação 5 anos mais tarde .

## Cronologia
- 1135, carta do bispo de Genebra Bernard de Clairvaux dirigida a Arducius de Faucigny que recomenda os religiosos de Bonmont e os da Abadia de Hautecombe, afilada a Clairvaux;
- 1131, inicio dos trabalhos de construção da igreja abacial e parte dos edifícios conventuais terminados em 1142;
- 1164, os bens do mosteiro são confirmados pela bula do Papa Alexandre III depois que doações aumentem a seu património em terrenos;
- 1214, consagração da igreja abacial;
- meados do século XIII, as possessões da abadia estendem-se para lá do lago Lemano e torna-se o local das sepulturas de numerosas famólias nobles;
- 1438, durante Concílio de Basileia, aberto a 23 de Julho de 1431, o abade de Bonmont e Nicolas Loiseleur são encarregados de negociar em Londres com Henrique VI de Inglaterra;
- 1536, o mosteiro é ocupado pelos Senhores de Berna. A igreja é utilizada como armazém  e queijaria. O seu último abade, Aimão de Gingins, é um descendente da família fundadora;
- 1738, construção de um castelo sobre as fundações da antiga hospedaria;
- 1798, a abadia torna-se um  bem nacional, e é privatizada em 1802 e classificada como monumento histórico em 1942.
- 1982, depois de 17 anos de negócios é cedida gratuitamente ao cantão de Vaud.

O governo vaudois inicia a restauração da abadia e confia a sua gestão Fundação da Abadia de Bonmont. A inauguração da igreja tem lugar a 23 de Junho de 1995 .

## Igreja
A igreja abacial é construída segundo a filiação a Clairvaux e deve ter acabado de sr construída antes de  1157. O plano é semelhante ao da abadia contemporânea de Fontenay, igreja tipo da arquitectura cisterciana, mas as dimensões são mais modestas; comprimento de 52 m,  largura de 14,70 m e o transepto mede 22,60 m .

## Fundação
O acto constitutivo da Fundação da Abadia de Bonmont  foi assinado a 7 de Junho de 1995 entre o cantão de Vaud, a comuna suíça de Chéserex, o Senhor Henri-Ferdinand Lavanchy e a associação Pro Bono Monte. Segundo a convenção, a animação do sítio com visitas, manifestações culturais e concertos de música de câmara ou religiosa, incumbe à fundação .

## Imagens

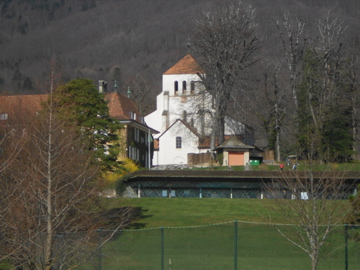
A abadia
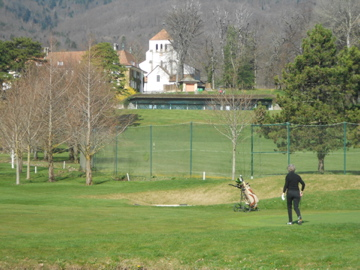
Abadia vista do golf